# マケニ
マケニ（Makeni）は、シエラレオネの都市。人口105,900人。シエラレオネ中部に位置し、首都フリータウンから北東に177km離れている。北部州の州都であり、その一部であるボンバリ地区の中心地である。シエラレオネではフリータウン、ボー、ケネマ、コイドゥに次ぐ5番目の都市である。

## 住民
マケニではクリオ語が最もよく話される言語である。住民はテムネ人とリンバ人が最も多い。

## 出身者
アーネスト・コロマ元大統領（在職：2007-2018年）はマケニ出身である。

## 政治
マケニは政治的には常に全人民会議（APC）が強く、APCの牙城となっている。

## スポーツ
マケニにはシエラレオネで最も古いサッカークラブのひとつであるウスム・スターズが本拠を置いており、シエラレオネ・プレミアリーグに属している。